# Unterseeboot UC-91
Pour les autres navires du même nom, voir Unterseeboot 91.
L'Unterseeboot UC-91 est un sous-marin (U-Boot) mouilleur de mines allemand de type UC III utilisé par la Kaiserliche Marine pendant la Première Guerre mondiale.

## Conception
Sous-marin allemand de type UC III, l'UC-91 avait un déplacement de 491 tonnes en surface et de 571 tonnes en plongée. Il avait une longueur hors tout de 56,51 m, un maître-bau de 5,54 m et un tirant d'eau de 3,77 m. Le sous-marin était propulsé par deux moteurs diesel 6 cylindres à quatre temps produisant chacun 300 ch (220 kW), soit un total de 600 ch (440 kW), et par deux moteurs électriques produisant 770 ch (570 kW), actionnant deux arbres d'hélice.
Le sous-marin avait une vitesse maximale de 11,5 nœuds (21,3 km/h) en surface et de 6,6 nœuds (12,2 km/h) en immersion. Son autonomie était de 9850 milles marins (18240 km) à 7 nœuds (13 km/h) en surface, et de 40 milles marins (74 km) à 4,5 nœuds (8,3 km/h) en immersion. Il lui fallait 15 secondes pour plonger, et il était capable d’opérer à une profondeur maximale de 75 mètres.
L’UC-91 était équipé de trois tubes lance-torpilles de 500 mm, un à l’arrière et deux à l’avant, avec sept torpilles, et d’un canon de pont de 10,5 cm SK L/45 ou de 8,8 cm SK L/30. Mais son arme principale était ses six puits de mine de 1000 mm portant dix-huit mines UC 200. Son effectif était de vingt-six membres d’équipage.

## Carrière
Le sous-marin a été commandé le 12 janvier 1916 et a été lancé le 19 janvier 1918. Il a été mis en service dans la marine impériale allemande le 31 juillet 1918 sous le nom de UC-91. Comme pour le reste des bateaux UC III achevés, l'UC-91 n’a effectué aucune patrouille de guerre et n’a coulé aucun navire. Il a coulé le 5 septembre 1918 après une collision avec le vapeur Alexandra Woermann dans la mer Baltique. Le navire de sauvetage SMS Vulkan a remonté l’épave le lendemain et il a été réparé. Il était sur le point de se rendre le 10 février 1919 lorsqu’il a sombré dans la mer du Nord.

## Commandants
- Kapitänleutnant Bernhard Gerke : du 31 juillet au 5 septembre 1918